# Gadoni
Gadoni (sardinski: Adòni) je grad i općina (comune) u pokrajini Nuoru u regiji Sardiniji, Italija. Nalazi se na nadmorskoj visini od 696 metara i ima 795 stanovnika.
 Prostire se na 43,44 km². Gustoća naseljenosti je 18 st/km².
Susjedne općine su: Aritzo, Laconi, Seulo i Villanova Tulo.